# عمداً
«عمداً» (انگلیسی: On Purpose) ترانه‌ای از خواننده آمریکایی، سابرینا کارپنتر از دومین آلبوم استودیویی او تکامل (۲۰۱۶) است و نخستین قطعهٔ این آلبوم است. متن ترانه توسط سابرینا کارپنتر و تهیه‌کننده‌اش ایدو زمیشلانی نوشته شده است. این ترانه در ۲۹ ژوئیه ۲۰۱۶ به عنوان تک‌آهنگ آغازین آلبوم منتشر شد. «عمداً» یک آهنگ رقص است و دربارهٔ رابطه‌ای صحبت می‌کند که قرار نبوده پیش بیاید. این آهنگ همراه با یک موزیک ویدئو به کارگردانی جیمز میلار در ۱۲ اوت ۲۰۱۶ در کانال ویووی کارپنتر منتشر شد. در این ویدئو، کارپنتر در حال قدم زدن و گشت و گذار در لندن است.